# Suha (Kokra)
Suha je gorski potok, ki izvira pod Suhim vrhom ob južnih pobočjih gore Storžič, teče skozi naselje Mače in se pri Preddvoru kot desni pritok izliva v reko Kokro.